# Knežina (Sokolac, BiH)
Knežina je naseljeno mjesto u sastavu općine Sokolac, Republika Srpska, BiH.
Naselje Knežina smješteno je 12 km zapadno od Sokoca, na putu Rogatica – Kladanj, na rijeci Bioštici. Povezana je i s Olovom (26 km).
Sultan Selimova džamija, najmonumentalniji objekt mjesta Knežine, porušena je u ljeto 1992. godine, a obnovljena je 2011. godine. Proglašena je nacionalnim spomenikom kulture Bosne i Hercegovine.

## Stanovništvo
Nacionalni sastav stanovništva 1991. godine, bio je sljedeći:
ukupno: 465
- Muslimani - 289
- Srbi - 170
- Jugoslaveni - 5
- ostali, neopredijeljeni i nepoznato - 1

## Poznate osobe
- Halid Bešlić, pjevač